# Chợ buôn bán hải sản Hoa Nam

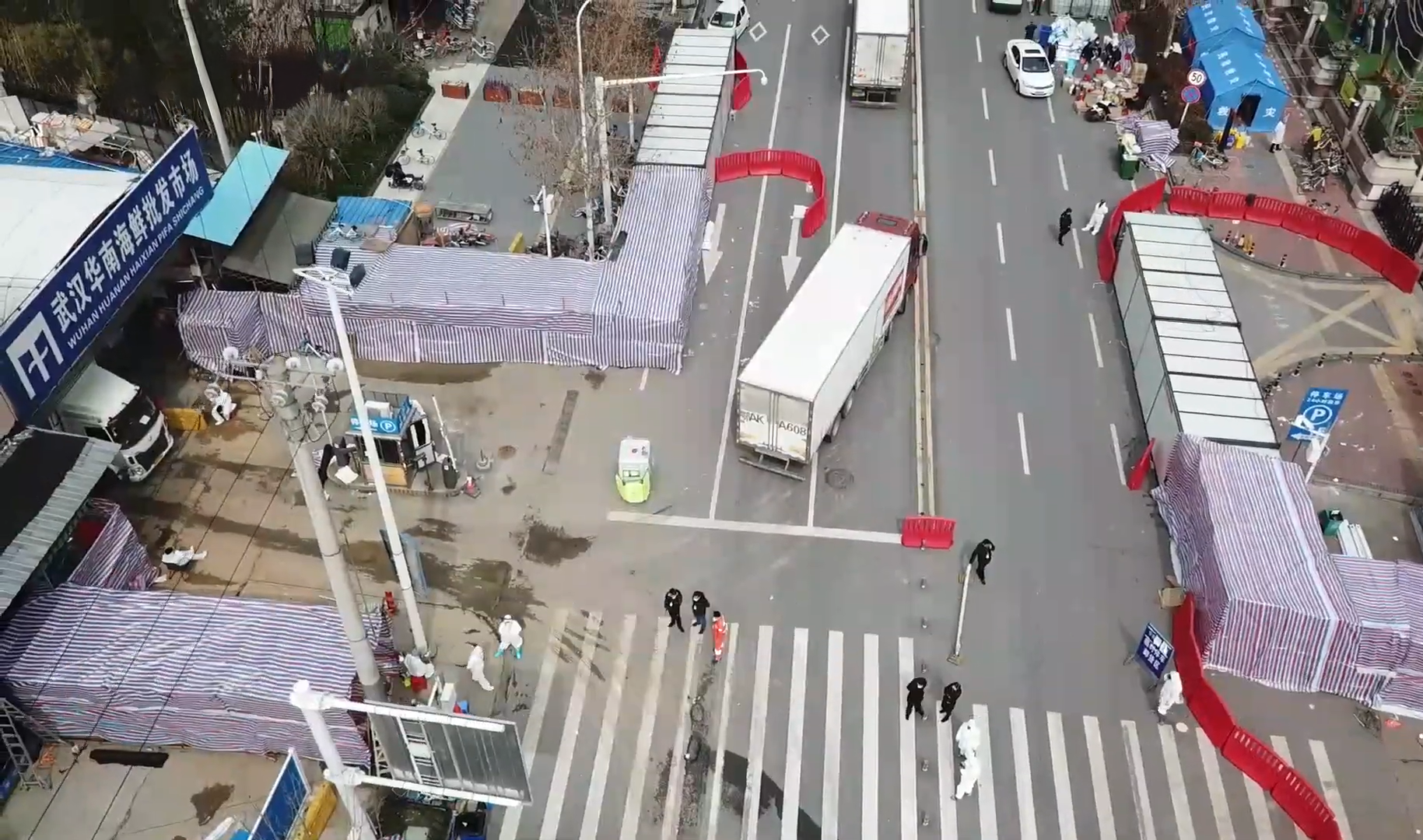
Chợ Hoa Nam

Chợ bán buôn hải sản Hoa Nam Vũ Hán (tiếng Trung: 武汉华南海鲜批发市场; Hán-Việt: Vũ Hán Hoa Nam hải sản phi phát thị trường), còn được gọi là chợ hải sản Hoa Nam, là chợ bán động vật và hải sản sống ở quận Giang Hán, Vũ Hán, tỉnh Hồ Bắc, Trung Quốc. Chợ đã thu hút sự chú ý của truyền thông sau khi Tổ chức Y tế Thế giới được thông báo vào ngày 31 tháng 12 năm 2019 về sự bùng phát bệnh viêm phổi ở Vũ Hán. Trong số 41 người ban đầu nhập viện vì viêm phổi được xác định là nhiễm virus SARS-CoV-2 được xác nhận trong phòng thí nghiệm vào ngày 2 tháng 1 năm 2020, hai phần ba trong số này đã phơi nhiễm tại chợ. Chợ được đóng cửa vào ngày 1 tháng 1 năm 2020 để làm thủ tục vệ sinh và khử trùng. 33 trên tổng số 585 mẫu vật được lấy từ chợ này cho thấy bằng chứng của 2019-nCoV.

## Cơ sở và hoạt động
Chợ có diện tích hơn 50.000 m2 và có hơn 1.000 sạp thuê. Đây là chợ bán buôn hải sản lớn nhất ở Vũ Hán và miền Trung Trung Quốc, với khu vực phía tây buôn bán các động vật hoang dã. Chợ nằm ở khu vực mới hơn của thành phố, gần các cửa hàng và khu chung cư, và nằm cách nhà ga Hán Khẩu vài dãy nhà.
Cuối năm 2019, chợ này là nơi diễn ra các cuộc kiểm tra chính thức của thành phố, theo The Wall Street Journal. Tuy nhiên, Time đăng bài viết cho rằng chợ có điều kiện "mất vệ sinh". Các lối đi trong chợ hẹp và các quầy hàng gần nhau, nơi chăn nuôi được giữ gần chết. Người ta thường thấy động vật chết lột da ngoài trời. Thời báo New York đã đăng bài cho rằng tình hình "vệ sinh là ảm đạm, với hệ thống thông gió kém và rác thải chất đống trên sàn nhà ẩm ướt".